# Lakaträsk
Lakaträsk är en by och fram till 2005 också småort i Bodens kommun, belägen norr om sjön Lakaträsket i Edefors socken. Trots den numera ringa befolkningen i området utgör Lakaträsk med omgivning ett eget riktnummerområde med nummer 0925.
Lakaträsk ligger längs med Malmbanan och har en gammal stationsbyggnad, och är mötesplats för tågen på malmbanan.

## Historia
Lakaträsk ligger i Edefors socken som bildades 1890 genom utbrytning ur Överluleå socken. I samband med kommunreformen 1863 bildades Överluleå landskommun ur vilken Edefors landskommun utbröts 1892, vilken kommun Lakaträsk tillhörde fram till 1 januari 1971, då Edefors uppgick i Bodens kommun.

### Befolkningsutveckling
| Befolkningsutvecklingen i Lakaträsk 1920–2000                                                                             | Befolkningsutvecklingen i Lakaträsk 1920–2000 | Befolkningsutvecklingen i Lakaträsk 1920–2000 | Befolkningsutvecklingen i Lakaträsk 1920–2000 | Befolkningsutvecklingen i Lakaträsk 1920–2000 |
| --- | --------------------------------------------- | --------------------------------------------- | --------------------------------------------- | --------------------------------------------- |
| |                                               |                                               |                                               |                                               |
| År |                                               |                                               | Folkmängd                                     | Areal (ha)                                    |
| 1920 | 1920                                          |                                               | 250                                           | ##                                            |
| 1930 | 1930                                          |                                               | 286                                           | ##                                            |
| 1935 | 1935                                          |                                               | 320                                           | ##                                            |
| 1940 | 1940                                          |                                               | 280                                           | ##                                            |
| 1945 | 1945                                          |                                               | 252                                           | ##                                            |
| 1950 | 1950                                          |                                               | 215                                           | ##                                            |
| 1960 | 1960                                          |                                               | 279                                           | 67                                            |
| 1965 | 1965                                          |                                               | 202                                           | 67                                            |
| 1990 | 1990                                          |                                               | 65                                            | 27#                                           |
| 1995 | 1995                                          |                                               | 58                                            | 28#                                           |
| 2000 | 2000                                          |                                               | 50                                            | 28#                                           |
| Anm.: Upphörde som tätort 1970. Upphörde som småort 2005. ## Som tätort/befolkningsagglomeration 1920–1950. # Som småort. |                                               |                                               |                                               |                                               |